# 로드 스타이거
로드니 스티븐 스타이거(영어: Rodney Stephen Steiger, 1925년 4월 14일 ~ 2002년 7월 9일)는 미국의 배우이다.

## 출연 작품
- 스페셜리스트